# Thomas Woolner

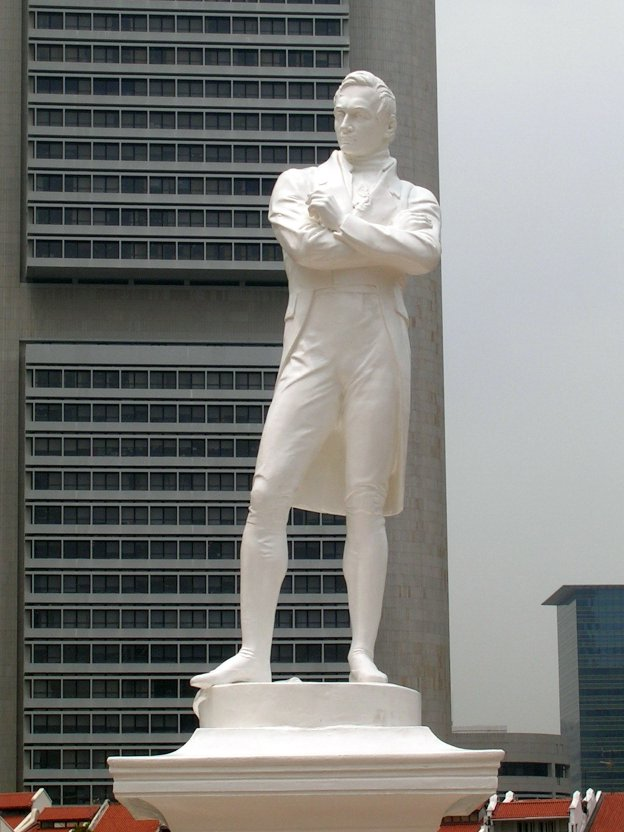
Estàtua de Stamford Raffles esculpida per Woolner, erigida molt a prop del lloc on va desembarcar per primera vegada el 1819. Raffles és considerat com el fundador de la Singapur moderna.

Thomas Woolner (Hadleigh, 17 de desembre de 1825 - Londres, 7 d'octubre de 1892) va ser un escultor i poeta anglès.

## Biografia

### Austràlia
No obstant això, la vida d'escultor amb prou feines li estava suposant beneficis econòmics, per la qual cosa va provar sort a Austràlia, instal·lant-se a Melbourne el 23 d'octubre de 1852, on es va dedicar principalment al modelatge de medalles, encara que para això va haver de buscar ell mateix l'argila, triturar el guix, i fabricar-se les seves pròpies eines. Aviat es va guanyar una important popularitat, i va començar a realitzar relleus sobre bronze de ciutadans influents, cobrant-los a vint-i-cinc guinees cadascun. El 1853 es va realitzar una exposició a la Societat Victoriana de Belles Arts en la qual es van incloure alguns dels seus treballs. Després d'allò es va mudar a Sydney durant sis mesos, en la que seria una de les etapes més agradables de la seva vida. Va rebre multitud d'encàrrecs de medallons, i va haver de tornar temporalment a Anglaterra per complir amb l'encàrrec de l'estàtua de William Charles Wentworth. Més tard, el diari metropolità de Melbourne "The Argus", va declarar:"La falta d'atenció que va experimentar a Melbourne, en comparació amb l'afecte que ha rebut a Sydney, continua constituint una mena de taca en el nostre caràcter nacional."

### Tornada a Anglaterra
Woolner va tornar a Anglaterra el juliol de 1854. Es va convertir en un dels escultors de major renom de la seva època, sense passar tampoc desapercebut com a poeta. El 1875 es va convertir en membre de la Royal Academy, exercint el càrrec de professor d'escultura, encara que el 1879 va preferir abandonar el càrrec abans que pronunciar qualsevol discurs. Així i tot, durant aquest temps va exposar més de cent treballs en diverses acadèmies i institucions.
Durant la seva estada a Sydney el 1854, Woolner havia conegut al polític Henry Parkes. Més tard es van retrobar a Anglaterra, i el 1874 Parkes va fer de mediador en l'encàrrec d'una enorme estàtua de bronze del cèlebre capità James Cook, la qual erigiria a la ciutat de Sydney. Parkes tenia intenció d'encarregar-li més estàtues, entre elles les de Charles Cowper, James Martin, o Wentworth, però el 1891 el nou govern encapçalat per George Dibbs va cancel·lar tots els encàrrecs.
El 6 de setembre de 1864, Woolner va contreure matrimoni amb Alice Gertrude Waugh, en una església de Paddington, i van tenir dos fills i quatre filles.
Va morir sobtadament el 7 d'octubre de 1892 d'apoplexia, i el seu cos es troba enterrat en St Mary, Hendon. La necrologia publicada en el "Saturday Review" afirmava que: "Pocs homes de la seva generació han poseït una habilitat tan gran per a comunicar-se... ja sigui en una etapa o en una altra de la seva vida, ha conegut a quasi cada artista o escriptor de contemporani."

## Obra

### Crítiques a les seves obres
Thomas Woolner emprava un estil amb influències de Rossetti combinat amb el seu propi estil prerafaelita, una fusió que va trigar bastant temps a quallar entre els crítics:
| «                   | Les escultures de Tennyson i Maurici, esculpides per Woolner, són el que podria denominar-se un estil innovador; representen l'home real, sense pretendre amagar res i sense cap tipus d'idealisme. No tenim cap objecció a l'esmentat estil, com més real, millor. No obstant això, ens oposem al resultat del Sr. Woolner ... no és possible observar el rostre del bust de Maurici a causa de les múltiples arrugues ... i seguint pel mateix camí, el cabell de Tennyson està tallat d'una manera tan complicada que un podria pensar que es tracta de fortes flames arrissades impregnades en oli. | » |
| — Cornhill Magazine | |   |

No obstant això, les crítiques al bust de Gladstone van ser encara més punyents. La seva dona va creure que li havia donat per error a Woolner el retrat d'una altra persona, ja que l'estàtua mostrava un front enorme, en comparació de la del seu marit.
Contràriament, la revista "Magazine of Art" va comentar, fent referència al retrat de Carlyle:
| «                 | Carlyle es mostra com una persona de 60 anys, sense barba i revelant l'altura del seu front. Woolner va evitar tallar la pèrdua del seu cabell per mostrar una cara molt pronunciada. | » |
| — Magazine of Art | |   |